# Cyanomitra verticalis
El suimanga cabeciverde (Cyanomitra verticalis) es una especie de ave paseriforme de la familia Nectariniidae propia de África occidental, central y la región de los Grandes Lagos. 